# Peter Ouwens
Pieter Antonie Ouwens (14 de febrer de 1849, Amsterdam - 5 de març de 1922, Buitenzorg) va ser un científic neerlandès i el director del Museu Zoològic i Jardí Botànic de Bogor (Java). Va ser el primer a fer una descripció científica formal del Dragó de Komodo (Varanus komodoensis) l'any 1912.

## Família
Ouwens era fill de Pieter Anthonis Ouwens i de Caroline Reiniera Nagels. Ell estudià a l'Acadèmia Reial Militar de Breda des de 1867. El 1871, va esdevenir lloctinent d'Infanteria de la Companyia Holandesa de les Índies Occidentals i el 1883 va passar a ser capità. Es va casar dues vegades i va tenir un sol fill del seu primer matrimoni. Es va tornar a casar el 1902 amb Anna Josephina Soesman.

## Dragó de Komodo
Va ser ebcarregat del Museu Zoològic de Buitenzorg (actualment Bogor). Va rebre una fotografia de la pell d'un dragó de Komodo feta pel Lloctinent Jacques Karel Henri van Steyn van Hensbroek qui va ser el primer occidental en observar aquest gran llangardaix. Ouwens va encarregar que es cacessin aquests dragons i va aconseguir que se'n capturessin dos adults i un espècimen juvenil Ouwens va donar el nom a aquesta espècie de Varanus komodoensis en una publicació de l'any 1912. Ouwens va esdevenir Oficial de l'Ordre d'Orange-Nassau i morí a Buitenzorg el 1922.